# Procès (linguistique)
Pour les articles homonymes, voir procès et procès-verbal.
En linguistique, le terme procès tient de la sémantique du verbe. Son interprétation est controversée.

## Conceptions sur la notion de procès
Dubois 2002 mentionne que selon l'interprétation adoptée par certains linguistes, le procès comprend tout ce que peut exprimer le contenu d'un verbe : action, état, existence, évolution, développement, déroulement, etc.. Dans cette conception, le procès est le trait sémantique le plus important du verbe, lié au temps, à l'aspect et au mode d'action, c'est-à-dire à l'existence des états dans le temps, au déroulement des actions et des événements dans le temps, et à leur degré de réalisation. Certains auteurs élargissent la notion de procès aux noms dérivés de verbes avec des suffixes de procès, par exemple (en) -ing (the singing « le chant »).
Dans une autre conception, la notion de procès est réduite à deux catégories : procès statifs et procès dynamiques. Un procès statif est une séquence d'états uniformes, et un procès dynamique une séquence d'états hétérogènes. Des verbes comme courir, mourir ou rouler sont dynamiques, tandis qu'avoir, aimer, savoir sont statifs. Les différences entre procès statif et procès dynamique jouent un rôle important dans la grammaire de nombreuses langues. En anglais, par exemple, il y a entre eux des différences comme :
- Les verbes dynamiques peuvent avoir une forme continue (ex. John is running « John est en train de courir ») mais les statifs ne peuvent pas avoir une telle forme (*John is knowing the answer « *John est en train de connaître la réponse »[7]).
- Des verbes comme forcer peuvent subordonner des verbes dynamiques (I forced John to run « J'ai forcé John à courir »), mais non des verbes statifs : *I forced John to know the answer « *J'ai forcé John à connaître la réponse ».
- On peut mettre les verbes dynamiques à l'impératif (Run! « Cours ! »), ce qu'on ne peut pas faire avec les statifs : *Know the answer!

Dans une conception encore plus restrictive, le procès est un trait sémantique basé sur le mode d'action duratif, celui des verbes exprimant des actions qui se déroulent dans une période de temps. Cette classe de verbes est circonscrite par la possibilité de les associer seulement à des adverbes et des groupes prépositionnels exprimant la durée (ex. construire une maison pendant un mois, apprendre un poème de 5 h à 7 h), mais non à des adverbes et des groupes prépositionnels qui expriment une action momentanée : *construire une maison à 7 h précises. Ainsi, les verbes de procès s'opposeraient aux verbes momentanés.
Une autre conception encore considère comme des verbes de procès seulement les dynamiques, divisés en verbes de procès proprement dits et verbes d'action-procès. Les premiers se caractérisent par l'absence d'un agent, par exemple, naître ou sécher (intransitifs), et les derniers par le fait qu'ils expriment des actions effectués par un agent, comme danser, courir, réparer.
Selon le philosophe du langage Zeno Vendler (en), les verbes de procès s'opposent à ceux d'état. Dubois 2002 précise que les verbes de procès expriment une action réalisée par leur sujet, qu'ils soient transitifs ou intransitifs : courir, lire, manger, etc. Ceux-ci s'opposent aux verbes d'état, comme les intransitifs être, ressembler, paraître, etc., ou aux transitifs qui expriment le résultat d'un procès, comme savoir.
Dans une conception encore plus restrictive, des verbes de procès, appelés aussi d'événement, sont uniquement ceux sans agent, qui s'opposent aux verbes d'état et aux verbes d'action. Par conséquent, des verbes de procès seraient des intransitifs comme fleurir, croître, s'élever, etc..